# Усатенко Володимир Іванович
Володимир Іванович Усатенко (нар. 21 січня 1949, місто Красноград Харківської області) — український діяч, головний енергетик Красноградської дослідної станції науково-виробничого об'єднання по кукурудзі «Дніпро». Народний депутат України 1-го скликання.

## Біографія
Народився в родині робітника.
У 1965—1966 роках — учень електрика Красноградської шляхово-експлуатаційної дільниці № 24 Харківської області. У 1966—1968 роках — електромонтер, старший електромонтер Красноградських районних електромереж Харківської області.
У 1968—1970 роках — служба в Радянській армії.
У 1970—1974 роках — працівник Красноградських районних електромереж Харківської області.
У 1974—1978 роках — інженер, старший інженер, начальник планового відділу Красноградської станції техобслуговування легкових автомобілів Харківської області.
Член КПРС з 1977 по 1990 рік.
У 1978—1980 роках — інженер по охороні праці Красноградського м'ясокомбінату Харківської області.
У 1980—1990 роках — головний енергетик Красноградської дослідної станції науково-виробничого об'єднання по кукурудзі «Дніпро» Харківської області.
У 1982 році без відриву від виробництва закінчив Харківський інститут механізації і електрифікації сільського господарства, інженер-електрик.
У 1987 році брав участь в ліквідації наслідків аварії на Чорнобильській АЕС.
18.03.1990 року обраний народним депутатом України, 2-й тур 55.57 % голосів, 3 претендентів. Входив до «Народної ради», фракції «Нова Україна». Голова підкомісії з соціальних та правових питань Комісії ВР України з питань Чорнобильської катастрофи.
З 1994 року — головний консультант Комісії Верховної Ради України з питань Чорнобильської катастрофи.
Був членом Партії демократичного відродження України (ПДВУ).

## Нагороди
- орден «За заслуги» ІІІ ступеня (23.08.2011)[1]